# Штрекер, Карл (филолог)
Карл Хе́ннинг Матти́ас Штре́кер (нем. Karl Henning Matthias Strecker; 4 сентября 1861 Фритцов, Померания — 15 ноября 1945, Берлин) — немецкий филолог, специалист по средневековой латыни.

## Биография
Карл Штрекер родился 4 сентября 1861 года в небольшом городке Фритцов в Померании. Первоначально его учил отец, а в 1875 году он поступил в гимназию Бугенхагена в Трептове-на-Реге, где его талант к языкам был замечен преподавателем латини Рудольфом Бутервеком. После окончания средней школы в 1879 году, отправился в Страсбург изучать право и одновременно проходил годовую военную службу в качестве добровольца. Затем переехал для изучения классической и германской филологии в Берлин в 1881 году и в Грайфсвальд в 1882 году. Там принимал участие в работе семинара Адольфа Кислинга и Ульриха фон Виламовица-Мёллендорфа, которые также руководили его диссертацией, посвящённой аттичной комедии Ликофрона, Евфрония и Эратосфена (издана в 1884 году). В то же время посещал семинары Александра Рейффершайда по немецкой филологии, где познакомился с Вильгельмом Шульце, с которым в дальнейшем дружил и работал долгие годы. 1885 году сдал государственный экзамен по греческому, латинскому и немецкому языкам и преподавал в гимназиях Грайфсвальда (1886—87), Дортмунда (1887—06) и Берлина (1906—09). В 1898—99 занимался исследованием текста «Вальтария», а в 1906 — сочинений Хросвиты Гандерсгеймской. С 1906 года работал на кафедре средневековой филологии, заняв место умершего Пауля фон Винтерфельда. В 1909 году был назначен в бывший экстраординариат фон Винтерфельда, а в 1913 году — на должность персонального полного профессора. Его преподавательская деятельность была прервана Первой мировой войной, в которой он участвовал от начала до конца, сначала в звании второго лейтенанта, а с апреля 1915 года в звании капитана ландвера.
Штрекер был на всю жизнь связан с исследовательским институтом Monumenta germaniae historica: в 1907-12 годах он работал на кафедре латинских поэтов, в 1912-35 годах был её заведующим и членом центральной дирекции. Штрекер выступал в качестве редактора при издании многих первоисточников, таких как «Фромунд» (1925), «Кембриджские песни» (1926), «Ecbasis captivi» (1935) и написал широко использующийся научный труд «Введение в средневековую латынь» (нем. Einführung ins Mittellatein, 1928; английский и французский переводы — 1939). Его издания текстов были признаны научным сообществом в качестве эталона, чего Штрекеру удалось добиться благодаря скрупулёзности в филологической и исторической редакторской работе.
Штрекер выпустил многих ставших известными учеников, среди которых Норберт Айкерман, Карл Фин, Эдвин Хабель, Карл Лангош, Ханс Вальтер и другие. Он пользовался высокой репутацией в стране и за рубежом. В 1929 году покинул должность заведующего кафедрой. После его ухода предлагавшийся им себе на смену в качестве заведующего кафедрой Отто Шуман не был утверждён, кафедра была переименована, и средневековая филология больше не преподавалась в Берлине вплоть до 1970 года. Карл Штрекер скончался в Берлине 15 ноября 1945 года.